# Leidse School
De Leidse school was een groep kunstschilders die vooral in de eerste helft van de twintigste eeuw actief was in en rond de Nederlandse stad Leiden. De groep wordt ook wel aangeduid als de Leidse impressionisten.

## Leden, stijl en inspiratie
De kern van de Leidse school werd gevormd door schilders als Willem Johannes Pasman, Alex Rosemeier, Arend Jan van Driesten, Willem van der Nat en  Chris van der Windt. Hun schilderijen worden gekenmerkt door een lichte, impressionistische stijl. Veel van de schilders vonden hun inspiratie in Leidse stadsgezichten en in het Leidse buitengebied: het landschap van Katwijk, Zoeterwoude en rond de Noord Aa. De Leidse school wordt ook wel beschouwd als een uitloop van de Haagse School.
Andere schilders die tot de Leidse school gerekend worden, zijn onder meer Lucas Verkoren, Floris Verster, J.C. Roelandse en Laurent van der Windt.

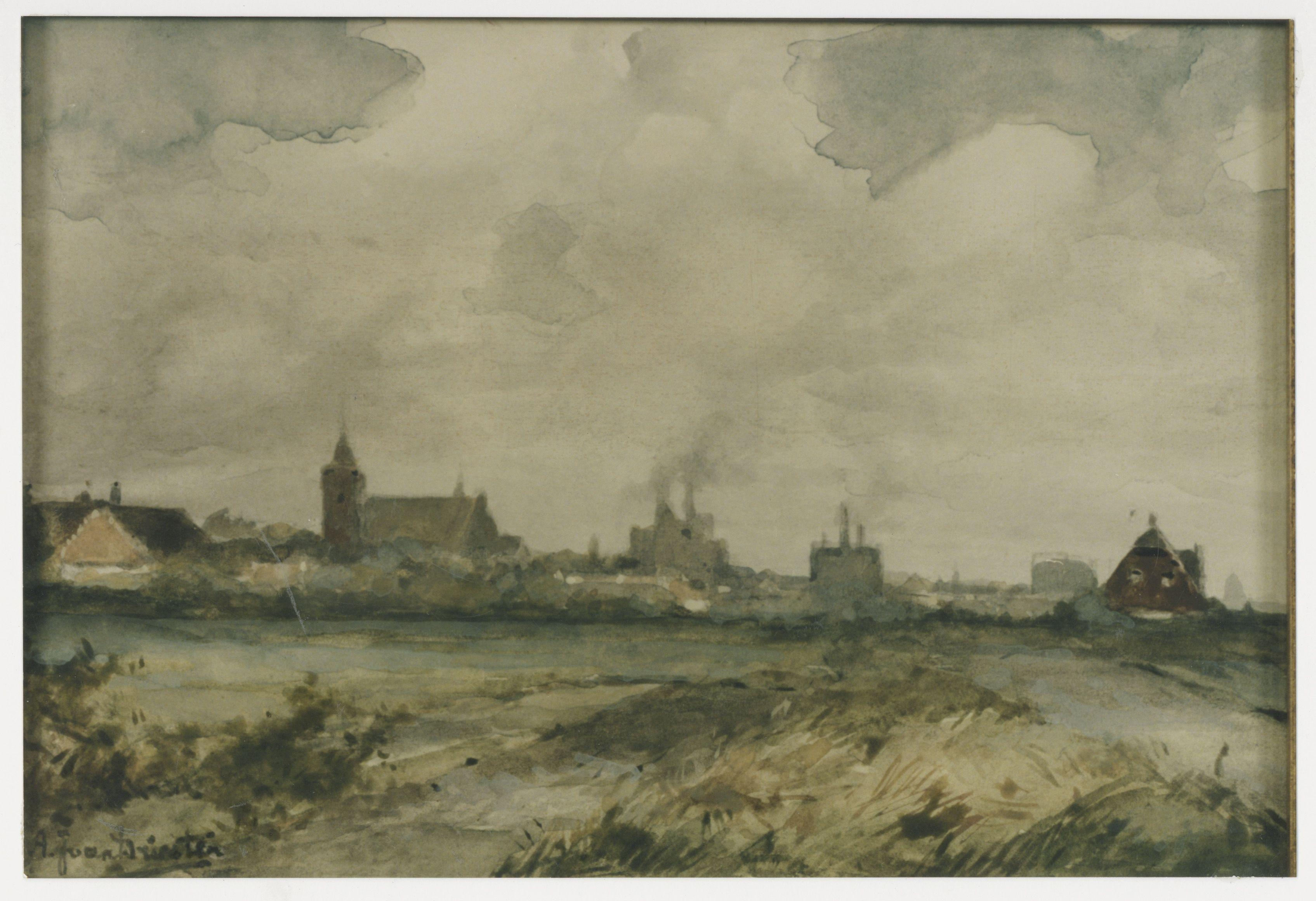
Gezicht op Leiden. Aquarel (A.J. van Diesten)
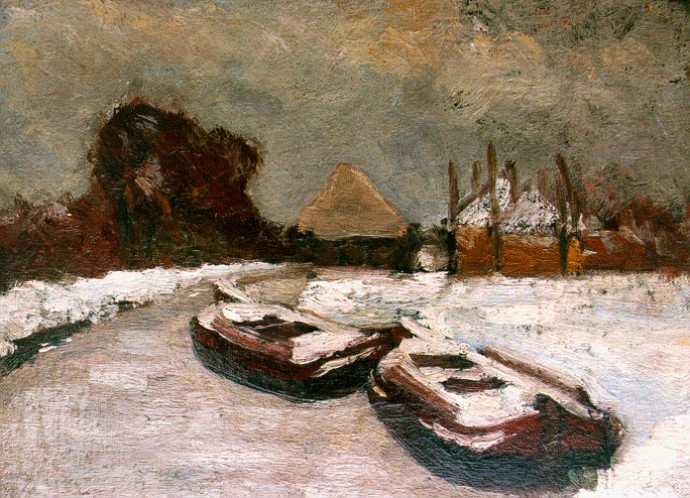
Winters gezicht (Floris Verster)
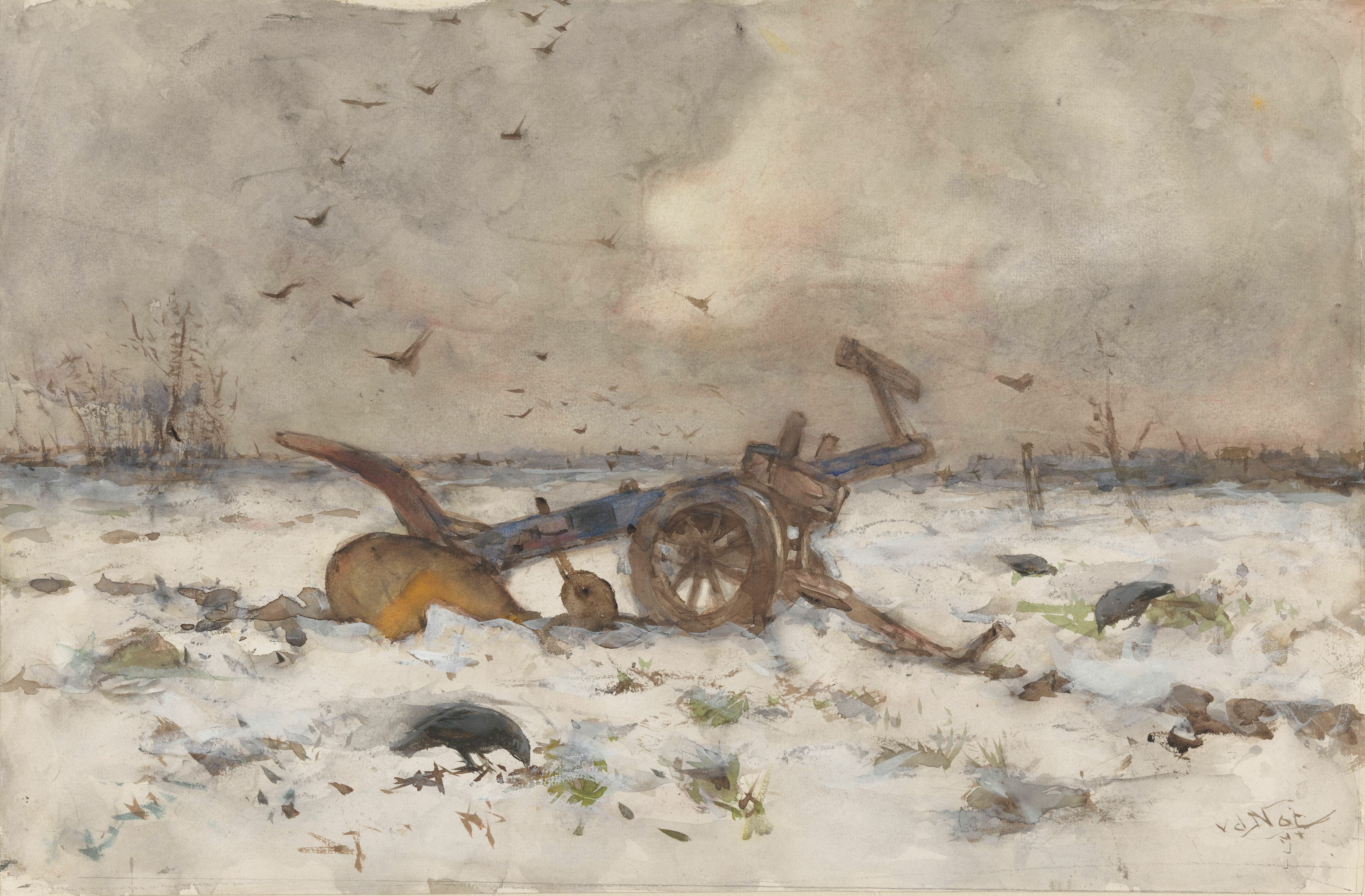
Ploeg op besneeuwde akker (Willem van der Nat)